# Distintivo di paracadutista dell'esercito
Il distintivo di paracadutista dell'esercito (in tedesco Fallschirmschützen-Abzeichen des Heeres) è una decorazione militare del Terzo Reich, prevista per i paracadutisti tedeschi dell'esercito (Heer), (dal 1939 inquadrati nella Luftwaffe) che avevano ottenuto il brevetto di paracadutista militare.

## Inquadramento storico
L'istituzione del primo reparto di paracadutisti tedeschi venne stabilita il 29 gennaio 1936, quando alcuni volontari aviatori del 1º Battaglione del Reggimento "Hermann Goering" furono scelti come allievi del primo corso per paracadutisti. Gli iscritti furono in tutto 24, che si addestrarono per due mesi (4 maggio - 3 luglio 1936) nella scuola di lancio dell'aviazione (Luftwaffe) presso l'aeroporto di Stendal-Borster, agli ordini del capitano Immans. La prima licenza di paracadutista venne concessa al maggiore dell'aviazione Bruno Bräuer, il 4 luglio 1936.
Il 4 ottobre 1936, l'esercito (Heer) ordinò a sua volta la formazione della sua compagnia di paracadutisti (Compagnia Paracadutisti della Fanteria: Fallschirm-Infanterie Kompanie), ma solamente il 1º aprile 1937 terminò la selezione per il primo corso, con sette militari scelti da un gruppo di trenta volontari. Questi - in mancanza di strutture autonome dell'esercito - si addestrarono anch'essi presso il campo di Stendal-Borster, a partire dai primi giorni di giugno. Solo tre allievi giunsero al termine dei due mesi di corso. All'epoca l'esercito non si era ancora dotato nemmeno di equipaggiamento proprio, per cui tutti gli allievi utilizzarono il materiale dell'aviazione. I corsi si susseguirono rapidamente, tanto che il 1º giugno 1938 la Compagnia Paracadutisti dell'Esercito divenne ufficialmente un battaglione, suddiviso in quattro compagnie, un plotone pionieri e un plotone portaordini. Il 4 novembre 1938 il battaglione si spostò nella nuova caserma di Braunschweig.
Per pochi altri mesi l'aviazione e l'esercito continuarono a sviluppare parallelamente i propri corpi di paracadutisti, fino a quanto il 1º gennaio 1939 il Battaglione Paracadutisti dell'Esercito venne trasferito alla Luftwaffe, fornando il nucleo del 2º Reggimento Cacciatori-Paracadutisti (II. Fallschirm Jäger Regiment). Per ancora un paio di mesi, i membri dell'ex Battaglione Paracadutisti dell'Esercito continuarono ad indossare le loro vecchie uniformi.

## Il conferimento del distintivo
Il 1º settembre 1937 il generale Werner von Fritsch - comandante in capo dell'esercito tedesco - istituì il Distintivo di Paracadutista (Fallschirmschützen-Abzeichen) per l'esercito, successivo di quasi un anno al precedente omologo distintivo dei paracadutisti dell'aviazione, istituito il 5 novembre 1936
(Fallschirmschützenabzeichen der Luftwaffe).
Il distintivo venne concesso agli ufficiali, sottoufficiali e truppa che avessero terminato positivamente l'addestramento, ottenendo il relativo brevetto da paracadutista. I primi due distintivi vennero consegnati il 10 settembre 1937 al capitano Zahn e al tenente Pelz nel corso delle grandi manovre che si svolsero in Meclemburgo, seguiti - lo stesso giorno - all'incirca da altri 170 conferimenti. Assieme al distintivo venne consegnato anche un diploma, firmato dall'allora ispettore della fanteria, generale Friedrich Roese.
Gli ex membri del Battaglione Paracadutisti dell'Esercito continuarono ad indossare il loro vecchio distintivo anche dopo aver ricevuto in sostituzione il corrispondente dell'aviazione, il 18 dicembre 1943.
Il 1º aprile 1943 venne creata la 15ª Compagnia Paracadutisti all'interno del 4º Reggimento Brandeburgo, e così il 1º giugno dello stesso anno venne reinstituito il distintivo di paracadutista per l'esercito, distribuito in un numero sconosciuto - ma nell'ordine delle pochissime centinaia - di militari.
In tutto si ritiene che il numero dei decorati col Distintivo di Paracadutista dell'Esercito non superi le 600 unità. Considerando che ogni decorato generalmente ne acquistava privatamente qualcuno in più e che i produttori ne tenevano qualche esemplare di riserva, in tutto i distintivi di paracadutista dell'esercito prodotti non dovrebbero superare le 2000-2500 unità, il che rende questo distintivo di specialità fra i più rari, costosi e falsificati.

## Descrizione

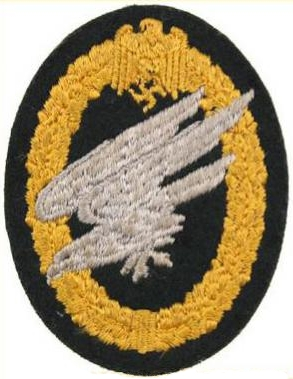
La versione in stoffa del distintivo

Il distintivo di paracadutista dell'esercito è stato costruito in quattro diverse versioni in metallo più una quinta - assai rara - in stoffa. Tutte le varianti presentano lo stesso disegno: un'aquila in picchiata verso la propria destra, inquadrata su uno sfondo costituito da un'oblunga corona di foglie di quercia, in cima alla quale si trova l'aquila del Terzo Reich - frontale col capo rivolto alla propria destra - che tiene fra gli artigli la svastica.
La versione in metallo è costruita da tre parti distinte: l'aquila di colore argentato, fissata tramite due rivetti alla corona di foglie di quercia di colore dorato. Al retro, uno spillo per il fissaggio a forma rotonda.
La prima versione del distintivo - ad opera della ditta C.E.Juncker di Berlino, il cui marchio alle volte compare al verso dell'aquila - è tutta in alluminio con finiture anodizzate, ma presentò un piccolo problema alla parte posteriore degli artigli dell'aquila, che a causa della propria sottigliezza tendeva a spezzarsi.
Fu così che venne studiata una seconda versione, uguale alla precedente sia per il disegno che per i materiali, salvo una diversa configurazione degli artigli.
La terza versione è estremamente rara e costosa, e deriva dalla possibilità per i paracadutisti dell'esercito di farsi fare privatamente degli altri esemplari del distintivo, in metallo prezioso. Esistono quindi alcuni esemplari - poche unità - di distintivi in argento, che generalmente al retro presentano inciso nome e grado del decorato. Questo ne ha permesso la classificazione negli anni, rendendo più difficile la falsificazione del manufatto.
Il distintivo del 1943 è uguale alla seconda versione, sempre prodotta dalla ditta C.E.Juncker, con una piccola differenza relativa al metodo di fissaggio del gancetto posteriore.
La versione in stoffa mantiene la stessa differenza di colori del distintivo metallico: aquila bianca su corona gialla, il tutto su sfondo nero.
Il distintivo di paracadutista dell'esercito veniva alle volte consegnato all'interno di un elegante astuccio in cartone rigido con chiusura a pulsante a scatto rivestito di similpelle blu, sopra il quale era stampata in caratteri gotici dorati la dicitura Fallschirmschützen-Abzeichen.
Nel 1957 venne consentito l'utilizzo di questo distintivo per i reduci della Wehrmacht, in una versione denazificata simile alla precedente, senza l'aquila e la svastica.